# 829 v.Chr.
Het jaar 829 v.Chr. is een jaartal volgens de christelijke jaartelling.

## Gebeurtenissen

### Fenicië
- Mattan I (Mittin) (829 - 821 v.Chr.) volgt Baäl-Eser II op als koning van Tyrus.